# Arapuá
Arapuá es un municipio brasileño situado en el estado de Minas Gerais. Tiene una población estimada, en 2021, de 2836 habitantes.